# Shyaam aMbul aNgoong
Shyaam aMbul aNgoong (auch Shamba Bolongongo, manchmal mit dem Beinamen der Große) ist der Gründer der Kuba-Föderation in Zentralafrika, auf dem Gebiet der heutigen Demokratischen Republik Kongo. Er herrschte als König etwa in der Zeit 1625–1640.
Den Überlieferungen nach war er der Sohn einer Sklavin. In jungen Jahren reiste er nach Westen und sammelte während seines Aufenthalts in fremden Ländern ein umfangreiches Wissen an. Um etwa 1620 hatte er Handelskontakte mit dem Königreich Kongo und der atlantischen Küste etabliert. Er einigte die Kuba unter der Führung der von ihm errichteten die Bushoong-Dynastie. Vor dem 17. Jahrhundert bildete das politische System der Kuba ein Gemisch aus Häuptlingstümern, von den die Bushoong eins waren. Um seine Ziele zu erreichen, war er nicht abgeneigt Krieg zu führen. Seine Errungenschaften gelten als so außergewöhnlich, dass die Kuba glaubten er habe magische Kräfte. Die Liste der Neuerungen, welcher er eingeführt haben soll, ist lang: Ölpalme, Herstellung von Palmwein, Schnitzereien, Methoden für effiziente Verwaltung, das Zeremonialschwert Ikul, Bekleidung aus Raphia-Fasern wie die typische Bushoong-Kopfbedeckung, Reibtrommel oder das Brettspiel „Lyell“. Er führte auch ertragreiche Nutzpflanzen südamerikanischer Herkunft ein, vor allem Mais, Tabak und Maniok.